# Gniazdów (Koziegłowy)
Gniazdów ist eine Ortschaft mit einem Schulzenamt der Stadt-und-Land-Gemeinde Koziegłowy im Powiat Myszkowski der Woiwodschaft Schlesien in Polen.

## Geschichte
Der Ort zwischen den Kleinstädten Woźniki und Koziegłowy wurde im Jahr 1439 erstmals urkundlich erwähnt. Der Ortsname ist vom Appellativ gniazdo (Nest) oder dem Personennamen Gniazdo abgeleitet.
Der Ort liegt im Gebiet um Siewierz, das um 1177 aus dem Herzogtum Krakau bzw. Kleinpolen ausgegliedert wurde und an das schlesische Herzogtum Ratibor fiel, ab 1337 gehörte Siewierz zum Herzogtum Teschen unter Lehnsherrschaft des Königreichs Böhmen. Das Herzogtum Siewierz wurde im Jahr 1443 vom Teschener Herzog Wenzel I. dem Krakauer Bischof Zbigniew Oleśnicki verkauft. Zunächst gehörte das Dorf, manchmal als eine Vorstadt von Koziegłowy bezeichnet, zu der Pfarrei und den Gütern dieser Kleinstadt, ab 1519 zu den Gütern von Siewierz. Um das Jahr 1600 hatte Gniazdów zwischen 200 und 400 Einwohner und war eines der vier größten Dörfer im Herzogtum.
Erst 1790 wurde das Herzogtum Siewierz formal an das Königreich Polen-Litauen angegliedert und war der Woiwodschaft Krakau administrativ angegliedert. Nach der dritten Teilung Polens von 1795 bis 1807 gehörte das Dorf zu Neuschlesien. 1807 kam es ins Herzogtum Warschau und 1815 ins neu entstandene russisch beherrschte Kongresspolen. 1827 zählte das Dorf 41 Häuser mit 833 Einwohnern.
Nach dem Ende des Ersten Weltkriegs kam Gniazdów zu Polen, Woiwodschaft Kielce. Beim Überfall auf Polen 1939 wurde das Gebiet von den Deutschen besetzt und dem Landkreis Warthenau im neuen „Ostoberschlesien“ zugeordnet.
1898 siedelte sich in Koziegłowy als Vikar der römisch-katholischen Pfarrei und ein Anhänger des Mariavitismus, Apolinary Maria Hieronim Skrzypiciel, der vor seinem Tod im Jahr 1937 Tausende Bewohner in der Umgebung bewegte und zum Bau der Mariaviten-Kirchen in Koziegłowy, Gniazdów und Starcza inspirierte. Zunächst entstand die Pfarrei in Starcza im Jahr 1909, dann in Gniazdów (1912) und erst 1997 wurde die Pfarrei in Koziegłowy aus Gniazdów ausgegliedert. Die drei Gemeinden gehören heute zur Diözese von Schlesien-Łódź der Altkatholischen Kirche der Mariaviten, obwohl keiner der Sitze in Schlesien liegt.
Von 1975 bis 1998 gehörte Gniazdów zur Woiwodschaft Częstochowa.

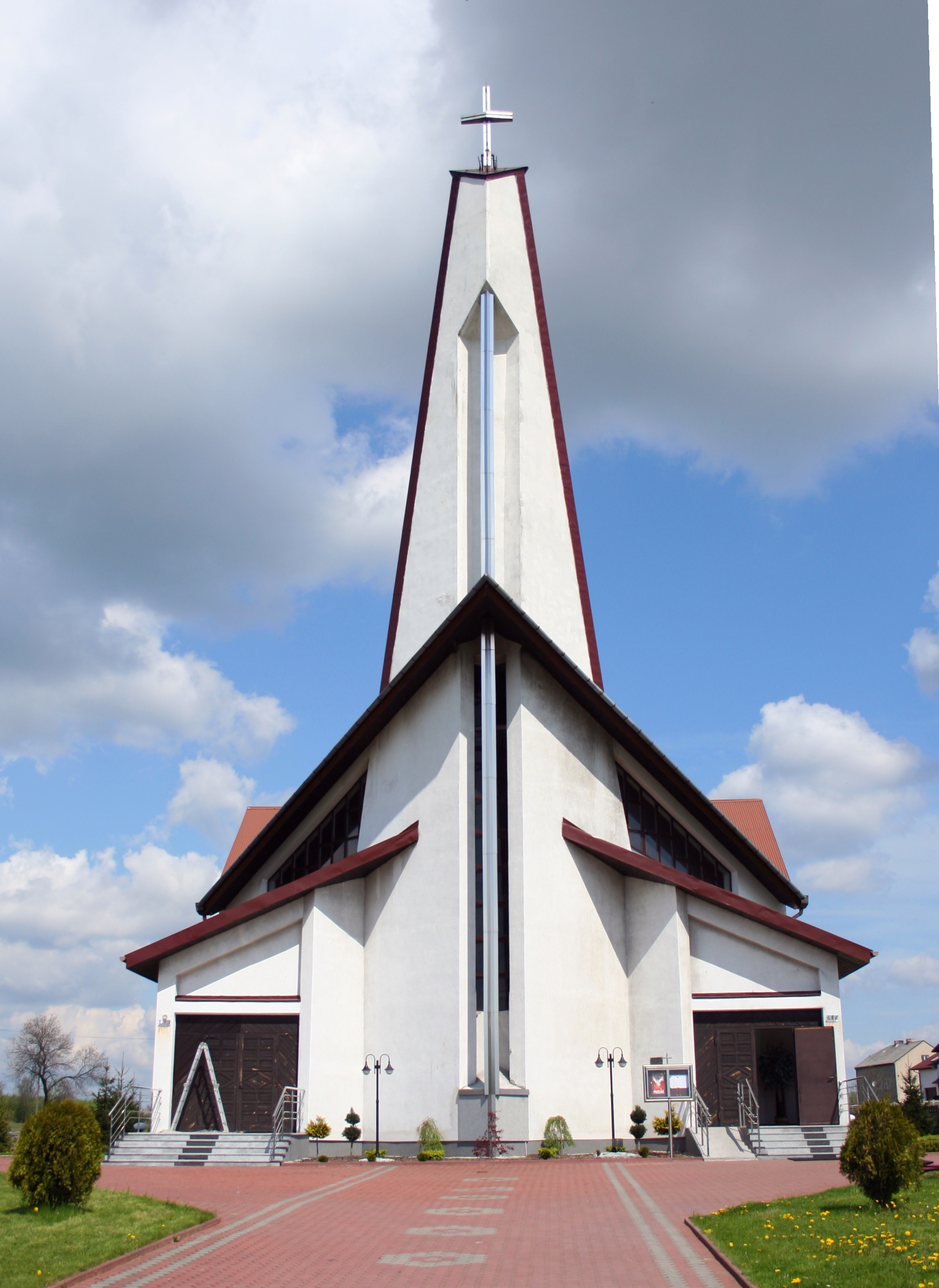
Römisch-katholische Kirche
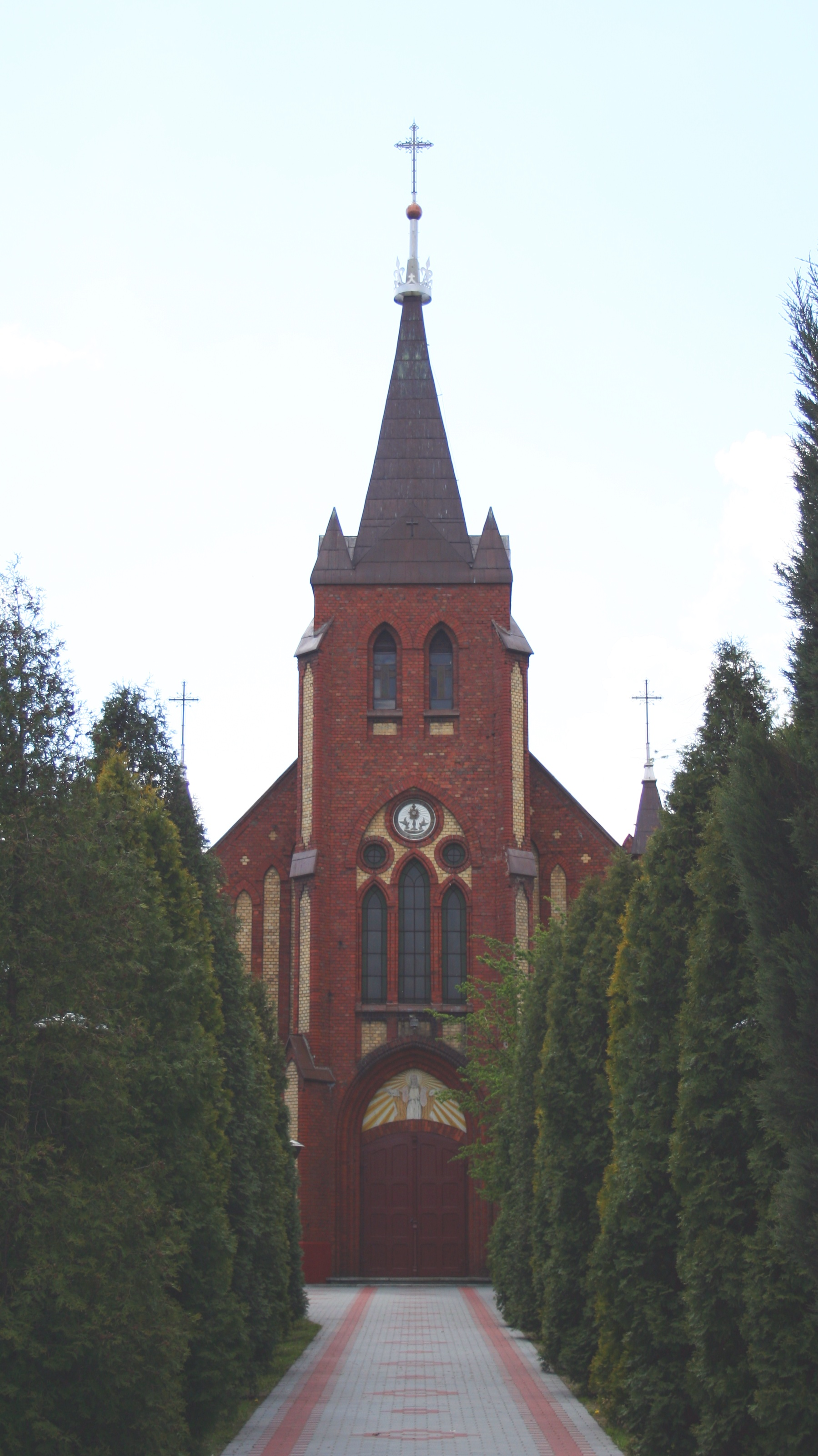
Kirche der Mariaviten